# Gunnar Edman
Axel Gunnar Emanuel Edman, född 23 april 1915 i Marstrands församling, Marstrands stad, död 24 oktober 1995 i Ljungs församling, Uddevalla kommun, var en svensk författare. 

## Biografi
Edman tog studentexamen 1934 och studerade vid Göteborgs högskola 1934–38. Han var därefter verksam som folkhögskollärare, från 1948 vid Västkustens ungdomsskola i Ljungskile.
I sitt författarskap behandlade Edman främst religiösa frågor, och försökte förena naturvetenskap och kristen tro. Debuten skedde med diktsamlingen Charis (1936), men genombrottet kom med Georg diktaren (1944), en roman med självbiografisk grund. I Genom nålsögat (1945) skildrades västsvenskt fromhetsliv. Han utgav även samlingar med essäer och aforismer, bland annat Livet är något mer (1947) och Skuggbild och verklighet (1963). Under 1970-talet hade Edman en frågespalt om tro och tvivel i Expressen. 

### Privatliv
Gunnar Edman var son till sjökapten Axel Edman och Alma, född Nilsson. Han gifte sig 1944 med Norma Iwarsson. Tillsammans fick de sönerna Stefan (f. 1946) och Thomas (f. 1949).

### Redaktör
- Mognad : en bönbok / [red.: Gunnar Edman och Bengt Samuelsson]. Stockholm: Skeab/Verbum. 1979. Libris 188705

## Priser och utmärkelser
- 1956 – Boklotteriets stipendiat
- 1959 – Boklotteriets stipendiat
- 1960 – Boklotteriets stipendiat
- 1961 – Boklotteriets stipendiat
- 1964 – Boklotteriets stipendiat
- 1971 – Deverthska kulturstiftelsens stipendium